# Флаг Порецкого сельского поселения
Флаг муниципального образования Поре́цкое се́льское поселе́ние Порецкого района Чувашской Республики Российской Федерации — опознавательно-правовой знак, служащий официальным символом муниципального образования.
Флаг утверждён 15 февраля 2011 года и внесён в Государственный геральдический регистр Российской Федерации с присвоением регистрационного номера 6707.

## Описание
«Прямоугольное полотнище с отношением ширины к длине 2:3, воспроизводящее композицию герба Порецкого сельского поселения в красном, синем, белом и зелёном цветах».
Геральдическое описание герба гласит: «В червленом (красном) поле на лазоревой (синей, голубой) горе с серебряным осетром серебряная трёхъярусная колокольня с чёрными дверью и окнами, зелёными кровлями, куполом и маковкой, увенчанной серебряным православным крестом, сопровождаемая четырьмя вырастающими на склонах горы серебряными соснами (по две с каждой стороны)».

## Обоснование символики
Флаг составлен на основании герба Порецкого сельского поселения по правилам и соответствующим традициям вексиллологии и отражает исторические, культурные, социально-экономические, национальные и иные местные традиции.
Основой композиции флаг является изображение колокольни Троицкого собора, воспетой в стихах и песнях местных поэтов и композиторов, в окружении корабельных сосен. Поречане гордятся тем, что именно в их селе расположен один из самых красивых и старинных памятников архитектуры и истории всего Поволжья — Троицкий собор. Возвышается он на самой вершине крутого холма, над рекой Сурой, высота его колокольни − 57 м. Этот архитектурный ансамбль на протяжении всей истории Поречья был и остаётся главной доминантой села, он стал своего рода символом и гордостью поречан.
В исторических документах Порецкое, как крупное селение, впервые упомянуто в 1616 году. А ровно через полвека становится оно уже волостным селом, официальной территориально-административной единицей России. Тогда же на Суре была сооружена и лесосплавная пристань, откуда отправляли в столицу отборные стройные мачтовые сосны и кондовые дубы для строительства российского флота.
Старославянское «по рецке» и дало сохранившееся по сей день название селу — Порецкое.
Красный цвет полотнища олицетворяет легенду о московско-угличских корнях первых поселенцах, около пятисот бояр, князей, среди которых были родственники самого Ивана Грозного, стрельцов, жителей Москвы и Углича, сосланных Борисом Годуновым на самую окраину Московского государства — на необжитые присурские пустоши (на флагах Москвы и Углича цвет полотнища — красный).
Синий (голубой цвет) внизу полотнища отражает реку Суру, некогда богатой знаменитой сурской стерлядью, изображённой на флаге.
На флаге сельского поселения гармонично отражены его исторические, географические и природные особенности.